# Степногорский поселковый совет (Васильевский район)
Степногорский поселковый совет (укр. Степногірська селищна рада) — входит в состав
Васильевского района
Запорожской области
Украины.
Административный центр поселкового совета находится в 
пгт Степногорск.

## История
- 1987 — дата образования.

## Населённые пункты совета
- пгт Степногорск
- с. Лукьяновское
- с. Степовое